# Sugar Eyes
Sugar Eyes, bildat 2010, är en thailändsk flickgrupp som idag består av tre medlemmar. Två personer som tidigare varit med i gruppen har lämnat. De som varit med i gruppen har alla varit födda mellan 1993 och 1997. Debutsingeln "Sugar Eyes" släpptes 2010 och samma år även "Fall in Love". 2011 gav man även ut sin självbetitlade debut-EP Sugar Eyes. En ny singel gavs ut varje år mellan 2011 och 2013. Deras kändaste låt är "Presbyopia" vars tillhörande musikvideo hade fler än 5 miljoner visningar på Youtube i mars 2013.

## Diskografi

### EP-skivor
- 2011 – Sugar Eyes

### Singlar
- 2010 – "Sugar Eyes" (ชูการ์ อายส์)
- 2010 – "Fall in Love"
- 2011 – "Wink" (ได้ใกล้ชิด)
- 2012 – "Presbyopia" (สายตายาว)
- 2013 – "ไม่สมมติ"